# XML Localization Interchange File Format
Das XML Localization Interchange File Format (engl. für „XML-Dateiformat zum Austausch von Lokalisierungsdaten“), abgekürzt XLIFF, ist ein XML-Format zur Darstellung hierarchisch strukturierter Inhalts-Daten in CAT-Werkzeugen. Das Format ist speziell für den verlustarmen Austausch von Übersetzungsdaten und den dazugehörigen Kontextinformationen gedacht. Es ist XML-basiert und damit erweiterbar.